# Maurice Gibb
Maurice Ernest Gibb CBE (Douglas, Ilha de Man, 22 de dezembro de 1949 — Miami, 12 de janeiro de 2003) foi um cantor, compositor, pianista, guitarrista, baixista, tecladista, multi-instrumentista britânico, conhecido principalmente por ser um membro dos Bee Gees, um dos grupos de maior sucesso de todos os tempos. Gêmeo de Robin Gibb, Maurice era o mais novo dos 3 irmãos.

## Biografia
Foi um dos mais reconhecidos pianistas e tecladistas de todos os tempos, arranjando diversas músicas dos Bee Gees. Durante muito tempo, Maurice se dedicou mais em tocar Baixo, instrumento que tocava com uma eficiência única. Outro instrumento que destacou-se muito foi a Guitarra, instrumento que tocava com excelência. Era considerado um guitarrista excepcional, com um som moderno e inovador, arranjando diversas cancões do grupo, entre elas: " This Is Where I Came In", "She Keeps On Coming", "Man in the Middle", "Walking on Air", sendo as duas últimas, composições individuais de Maurice Gibb.
Assim como os irmãos, Maurice, embora quase nunca usasse, tinha um falsete perfeito, fato que pode ser comprovado nas partes finais da música "Nights on Broadway" cantada ao vivo, onde Maurice faz os falsetes enquanto Barry e Robin fazem o coro. Na versão "estúdio", os falsetes ao final da música "Nights on Broadway" são feitos por Barry.
Ao lado de seus irmãos Robin e Barry, Maurice, principal arranjador dos Bee Gees, ajudou a fazer da banda uma das de maior sucesso de todos os tempos, conhecida em todo o mundo pela trilha sonora do filme Os Embalos de Sábado à Noite, de 1977.

## Vida pessoal
Na vida pessoal Maurice era considerado, além de músico competente (tocava quase todos instrumentos), o "ponto de equilíbrio" entre as mentes opostas de Barry e Robin. Era muito brincalhão no palco, mas, como todos, tinha seus pontos fracos: passou 30 anos da sua vida alcoólatra, vício do qual só se viu livre em 1989. Maurice Gibb casou-se com a cantora Lulu em 18 de fevereiro de 1969. Entretanto, o casamento não durou muito e eles se divorciaram em 1973, sem deixar filhos. Maurice depois casou-se com Yvonne Spenceley em 17 de outubro de 1975, com a qual teve dois filhos: Adam Gibb, nascido em 23 de março de 1976, e Samantha Gibb, nascida em 2 de junho de 1980.

### Morte
Em 9 de janeiro de 2003 Maurice Gibb precisou passar por uma cirurgia de emergência no Hospital Monte Sinai, em Miami, para remover uma obstrução intestinal. Durante o procedimento, o músico sofreu uma parada cardíaca devido às complicações da cirurgia, veio à falecer três dias depois, em 12 de janeiro. Familiares de Maurice chegaram a suspeitar que um erro médico tivesse causado sua morte. A autópsia revelou que Maurice sofria de um problema congênito que fazia o intestino se deformar.
O funeral de Maurice ocorreu em 15 de janeiro, restrito a familiares e alguns amigos, e por fim seu corpo foi cremado.

## Equipamento
Costumava usar guitarras: Fender Stratocaster, Gibson Les Paul, Gretsh, Ibanez. No último álbum usou uma guitarra Gibson Monarch preta (acústica), que lhe foi presenteada por John Lennon, uma Epiphone Casino e uma Epiphone Sheraton li negra, entre outros diversos instrumentos.

## Discografia
Álbuns regulares
| Nome      | Lançamento                         | Cópias Vendidas pelo mundo | Pico nas Paradas |
| --------- | ---------------------------------- | -------------------------- | ---------------- |
| The Loner | (não-lançado, planejado para 1970) | -                          | -                |

Trilhas sonoras
| Nome                                     | Lançamento                                      | Cópias Vendidas pelo mundo | Pico nas Paradas |
| ---------------------------------------- | ----------------------------------------------- | -------------------------- | ---------------- |
| Sing a Rude Song (trilha sonora da peça) | 1971                                            |                            |                  |
| A Breed Apart                            | (não-lançada oficialmente, planejada para 1984) | -                          | -                |

Singles
| Nome                    | Lançamento       | Pico nas Paradas |
| ----------------------- | ---------------- | ---------------- |
| "Railroad"              | Abril de 1970    |                  |
| "Hold Her in Your Hand" | Setembro de 1984 |                  |